# Åknes
Åknes est une localité du comté de Nordland, en Norvège.

## Géographie
Administrativement, Åknes fait partie de la kommune d'Andøy.